# Storring
Storring is een plaats in de Deense regio Midden-Jutland, gemeente Skanderborg. De plaats telt 232 inwoners (2008).